# Puya
Puya is een geslacht van 160 tot 180 soorten terrestrische planten uit de familie Bromeliaceae. Ze zijn afkomstig uit de Andes in Zuid-Amerika en het zuiden van Midden-Amerika. De planten sterven na de bloei en zaadproductie.

## Soorten
| - Puya alpestris - Puya alpicola - Puya antioquensis - Puya aristeguietae - Puya barkleyana - Puya berteroniana - Puya bicolor - Puya boyacana - Puya brachystachya - Puya chilensis - Puya clava-herculis - Puya cleefii - Puya cryptantha - Puya cuatrecasasii - Puya coerulea | - Puya dichroa - Puya exuta - Puya furfuracea - Puya gargantae - Puya gigas - Puya goudotiana - Puya grantii - Puya grubbii - Puya hamata - Puya horrida - Puya killipii - Puya laxa - Puya lehmanniana - Puya lineata - Puya mirabilis | - Puya nitida - Puya nivalis - Puya occidentalis - Puya ochroleuca - Puya raimondii - Puya roldannii - Puya sanctae-martae - Puya santanderensis - Puya thomasiana - Puya trianae - Puya venezuelana - Puya venusta - Puya vestita - Puya weberbaueri |

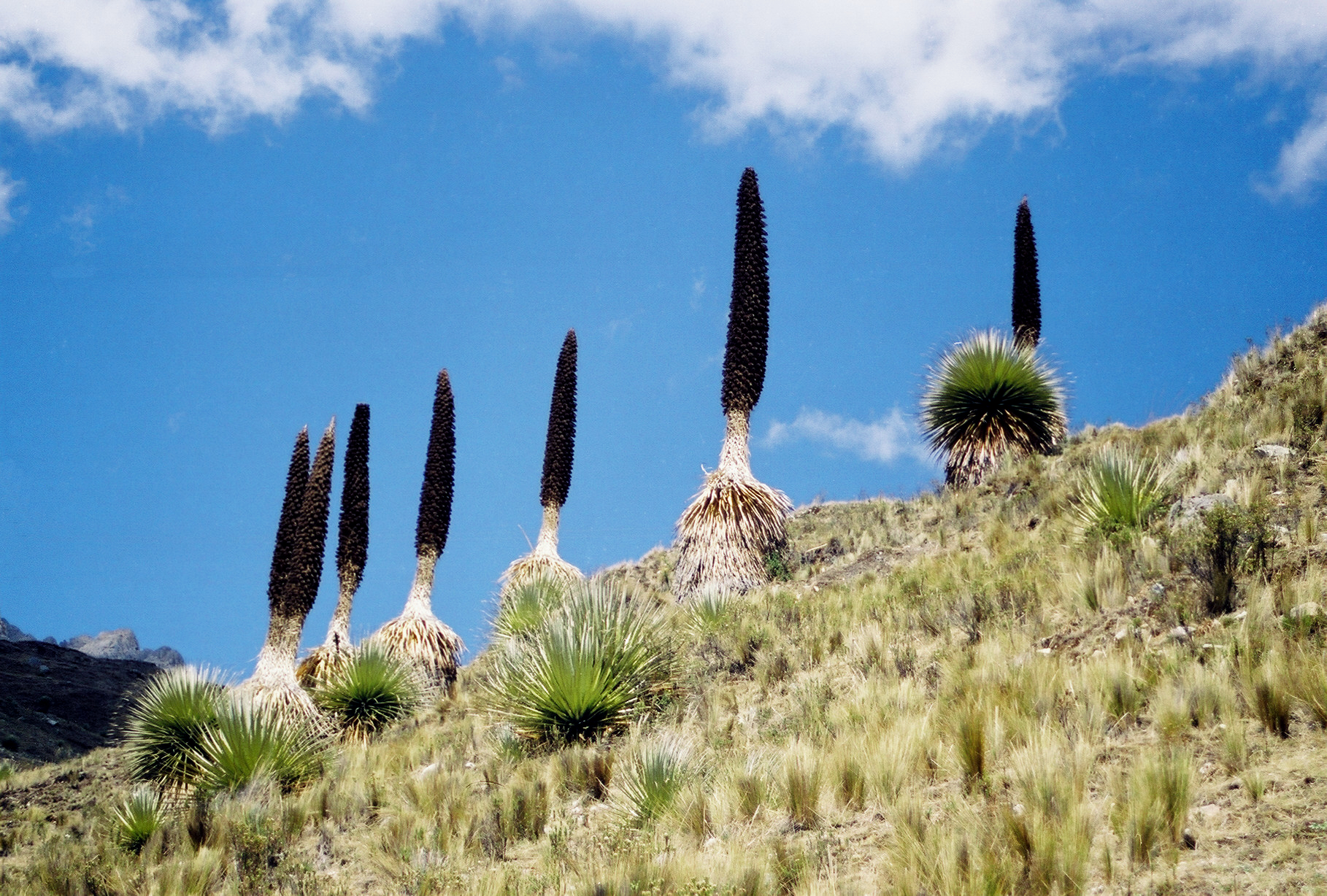
Puya raimondii
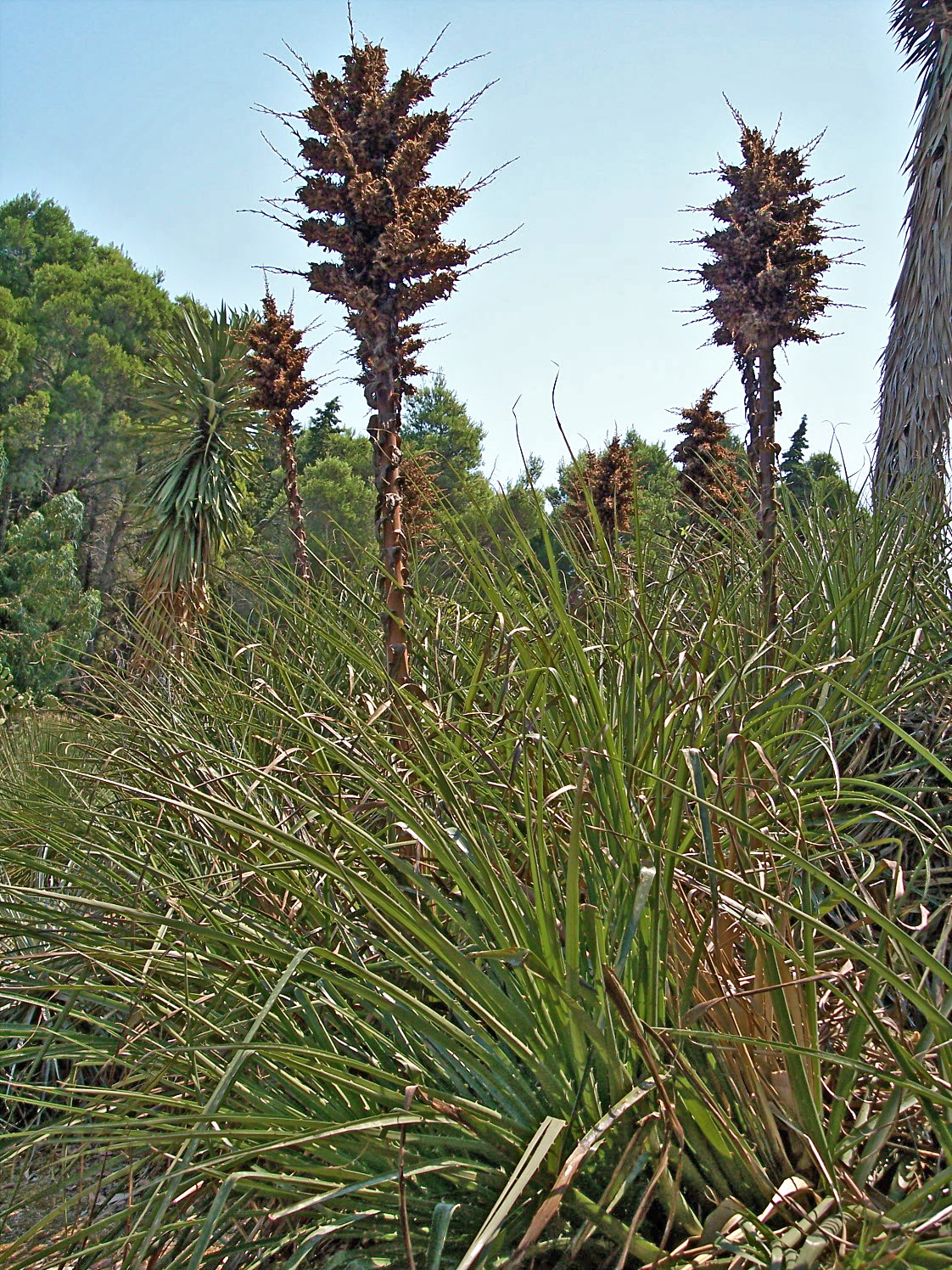
Puya chilensis
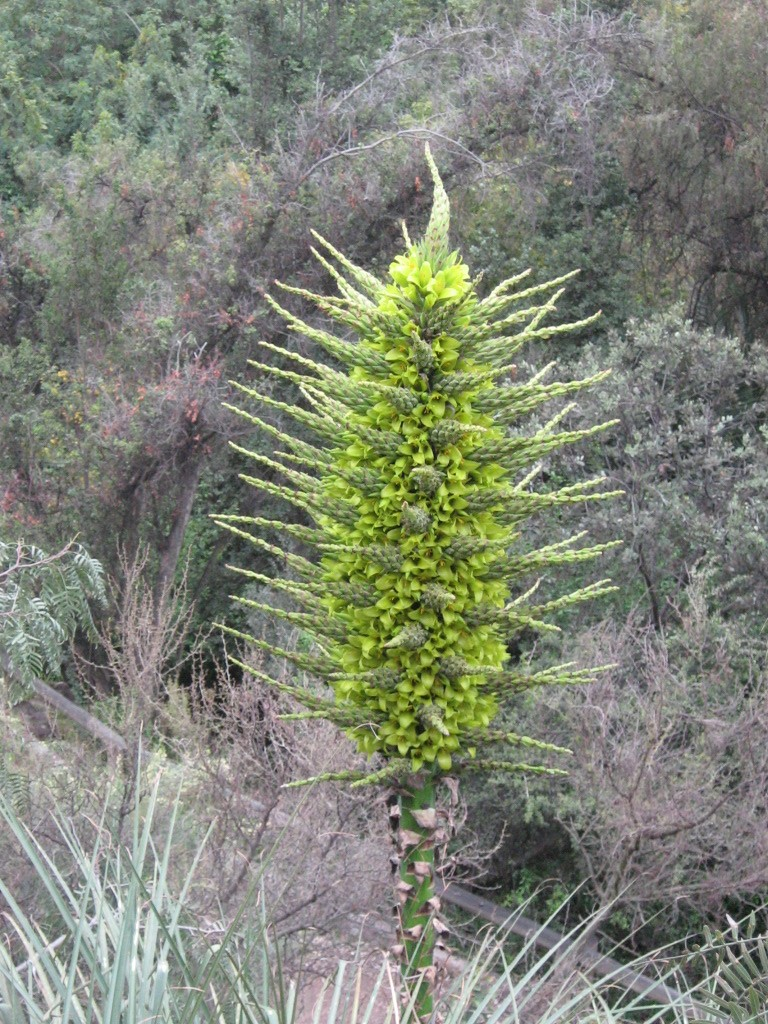
Puya chilensis
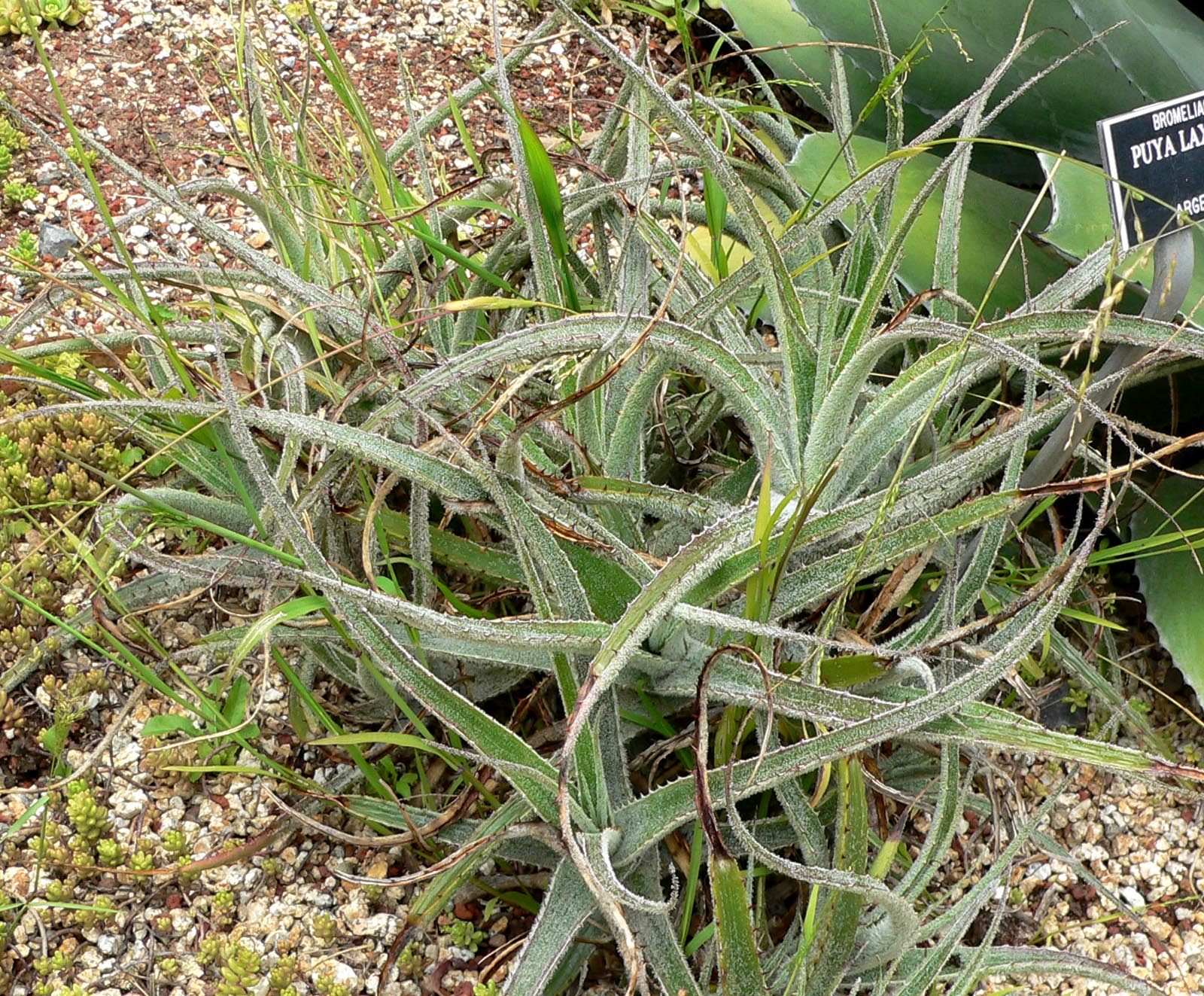
Puya laxa